# تشيستيرنا دي لاتينا

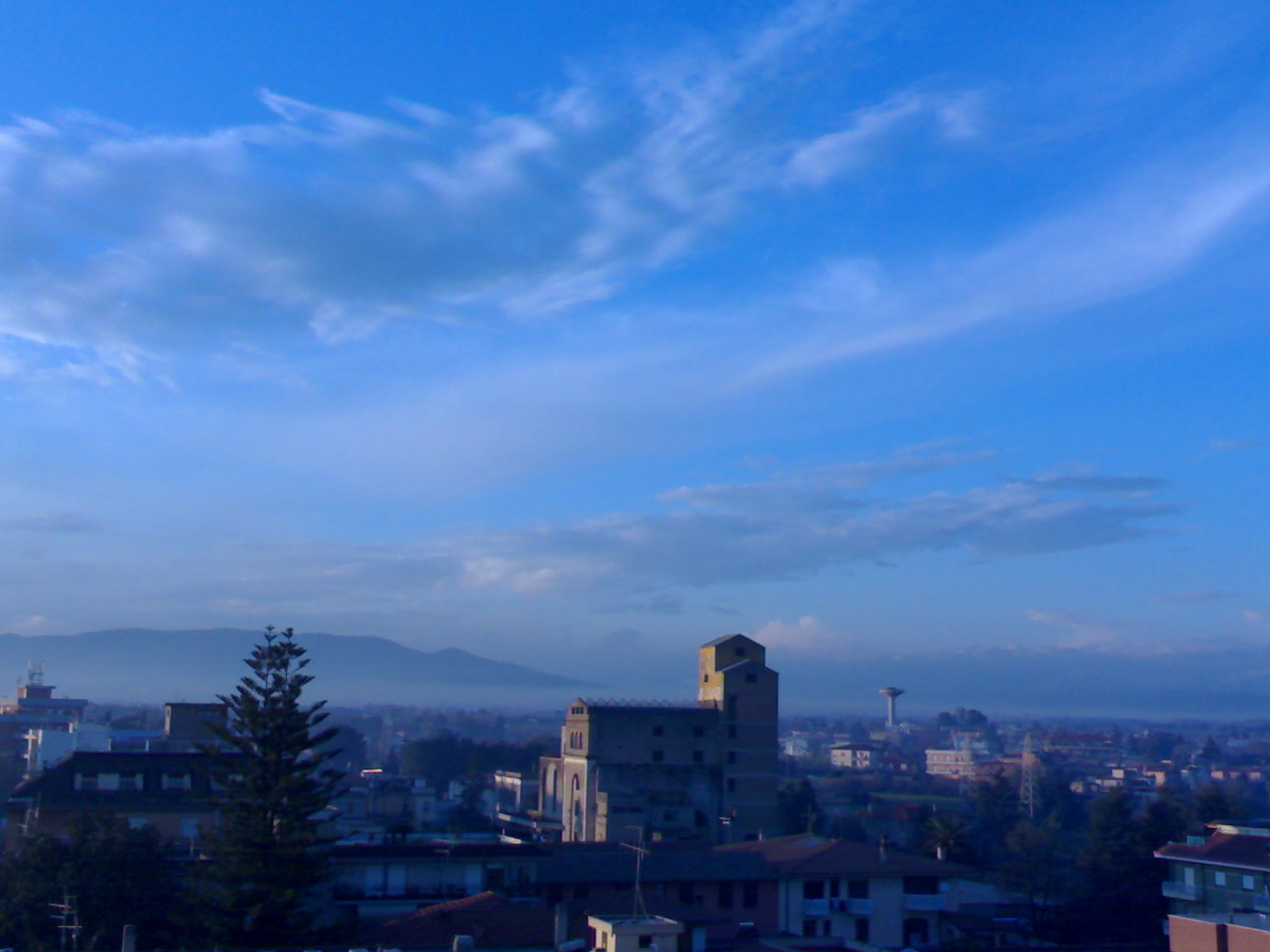
منظر عام للمدينة

تشيستيرنا دي لاتينا (بالإيطالية: Comune di Cisterna di Latina) هي إحدى مدن إيطاليا تنتمي لمقاطعة لاتينا، ويبلغ عدد سكان المدينة 32,584 نسمة.

## السكان
في سنة 1871 بلغ عدد السكان 1٬680 نسمة، وتطور العدد ليصل في سنة 2011 لـ 35٬551 نسمة.
يظهر هذا المخطط البياني تطور النمو السكاني لـ تشيستيرنا دي لاتينا

## توأمة
لتشيستيرنا دي لاتينا اتفاقيات توأمة مع كل من:
- فورت سميث
- قرمبالية

## أعلام
- ألدو بينيني
- اريك جي. جيبسون
- ترومان أو. أولسون